# Iguig
Iguig is een gemeente in de Filipijnse provincie Cagayan op het eiland Luzon. Bij de laatste census in 2007 had de gemeente ruim 26 duizend inwoners.

## Geografie

### Bestuurlijke indeling
Iguig is onderverdeeld in de volgende 23 barangays:
| - Ajat - Atulu - Baculud - Bayo - Campo - Dumpao - Gammad - Garab - Malabbac - Manaoag - Minanga Norte - Minanga Sur | - Nattanzan - Redondo - Salamague - San Esteban - San Isidro - San Lorenzo - San Vicente - Santa Barbara - Santa Rosa - Santa Teresa - Santiago |

## Demografie
Iguig had bij de census van 2007 een inwoneraantal van 26.096 mensen. Dit zijn 4.238 mensen (19,4%) meer dan bij de vorige census van 2000. De gemiddelde jaarlijkse groei komt daarmee uit op 2,47%, hetgeen hoger is dan het landelijk jaarlijks gemiddelde over deze periode (2,04%). Vergeleken met de census van 1995 is het aantal mensen met 6.996 (36,6%) toegenomen.

De bevolkingsdichtheid van Iguig was ten tijde van de laatste census, met 26.096 inwoners op 108,1 km², 176,7 mensen per km².